# Baile Bhuirne
Baile Bhuirne [ˌbˠalʲə ˈwˠuːɾʲnʲə] (anglisiert: Ballyvourney) ist ein Ort in der Grafschaft Cork im Südwesten Irlands. Die Umgangssprache ist wie im benachbarten Baile Mhic Íre der Munster-Dialekt des Irischen. Offiziellen Status hat deshalb nur der irische Name Baile Bhuirne.
Der zur Baronie West Muskerry (Múscraí Thiar) gehörende Ort liegt nordwestlich der Stadt Cork nahe Macroom an der Straße nach Killarney in den Derrynasaggart Mountains (wohl von Doire na Sagart, „Eichenhain der Priester“). Obwohl der Ort sehr klein ist (wenige hundert Einwohner bei recht großer Fläche), besitzt er vor allem in Munster, aber auch auf der Insel eine gewisse Bedeutung.
Zum einen ist er das Zentrum der einzigen verbliebenen natürlichen Gaeltacht, die keine Anbindung an das Meer besitzt. Allerdings ist die Anzahl der Personen in der Gegend, die das Irische täglich gebrauchen, mittlerweile klein. Es ist jedoch nicht schwierig, Leute auf der Straße oder im Laden beim Gespräch in irischer Sprache zu hören. Gesprochen wird der Dialekt von West Muskerry, der zum Munster-Irischen zählt.
Zum anderen ist die Gegend um Baile Bhuirne reich an Bodendenkmälern aus verschiedenen vorgeschichtlichen und geschichtlichen Epochen. Zu erwähnen sind:
- ein so genanntes Ringfort, aus der späten Eisenzeit,
- einige Menhire,
- einige Burnt Mounds (verbrannte Hügel) auch Ancient Cooking Place; gälisch: Fulacht fiadh
- die Ruinen der örtlichen Abtei samt einer Sheela-na-Gig,
- sowie St. Gobnet’s Well, eine Quelle, die mit St. Gobnet (irisch Gobnait), einer Äbtissin im 6. Jahrhundert und Schutzheiligen der Bienenzüchter und Schmiede in Verbindung gebracht wird.

Die ausgedehnten Wald- und Heideflächen südlich des Ortes, bieten seltenen Pflanzenarten ein Refugium.